# Conognatha leechi
Conognatha leechi es una especie de escarabajo del género Conognatha, familia Buprestidae. Fue descrita científicamente por Cobos en 1959.